# 프라바스
프라바스(ఉప్పలపాటి ప్రభాస్ రాజు, 1979년 10월 23일 ~ )는 인도의 배우이다.

## 출연 작품
- 바후발리: 더 비기닝 - 바후발리 역
- 바후발리 2: 더 컨클루전